# Coenonympha marginalis
Coenonympha marginalis är en fjärilsart som beskrevs av Butler 1868. Coenonympha marginalis ingår i släktet Coenonympha och familjen praktfjärilar. Inga underarter finns listade i Catalogue of Life.